# Dubiraphia robusta
Dubiraphia robusta är en skalbaggsart som beskrevs av Hilsenhoff 1973. Dubiraphia robusta ingår i släktet Dubiraphia och familjen bäckbaggar. Inga underarter finns listade i Catalogue of Life.